# Laval-de-Cère
Laval-de-Cère é uma comuna francesa na região administrativa de Occitânia, no departamento de Lot. Estende-se por uma área de 7,98 km². Em 2010 a comuna tinha 295 habitantes (densidade: 37 hab./km²).